# Haarlem
Haarlem (IPA: [ˈɦaːr.lɛm]) – miasto w płn.-zach. Holandii na zachód od Amsterdamu, położone nad rzeką Spaarne. Jego historia sięga ponad 750 lat. Dawna stolica hrabstwa Holandii; stolica prowincji Noord-Holland (Holandia Północna). 
Liczba mieszkańców - ok. 154 tys. (2012).
Haarlem słynie z wielu interesujących muzeów, a także wspaniałych budowli, jak chociażby Katedra św. Bawona, ratusz (XVII w.), czy też Vleeshal („targ mięsny”). Liczne biblioteki, muzea (m.in. dzieł Fransa Halsa, czy najstarsze w Holandii Teylers Museum), siedziba Noordhollands Philharmonisch Orkest, galerie sztuki; zespół zabytkowy skupiony wokół Grote Markt: kościoły, Dom Wagi Miejskiej (1598), hale rzeźnicze (1602–1603), liczne kamienice mieszczańskie (XVI-XVIII w.).
Ośrodek handlu cebulkami tulipanów. Przemysł włókienniczy, maszynowy, chemiczny. Muzeum Fransa Halsa (1581/85-1666) (Frans Halsmuseum), który działał i zmarł tutaj. 
Siedziba diecezji rzymskokatolickiej od 1853.
Święty Bawo jest patronem miasta (według legendy w 1274 roku, zstąpiwszy z nieba, obronił Haarlem przed najeźdźcami), znajdują się tu dwa kościoły pod jego wezwaniem, była katedra protestancka - umieszczony na rynku Kościół św. Bawona (St. Bavokerk, zwany także z uwagi na swoje rozmiary Grote Kerk, XIV-XVI) oraz obecna katedra katolicka - Katedra św. Bawona (Kathedraal St. Bavo, XIX w.), co powoduje często dezorientację wśród turystów.
W mieście znajduje się stacja kolejowa Haarlem.

## W Haarlemie urodzili się
- Jurriaan Andriessen, kompozytor (1925-1996)
- Nicolaas Beets, pisarz (1814-1903)
- Jacob van Campen, architekt (1595-1657)
- Laurens Janszoon Coster, drukarz (ok. 1405-1484)
- Jacob van Ruisdael, malarz (1628-1682)
- Jan Steen, malarz (1626-1679)
- Maarten Stekelenburg, piłkarz (ur. 1982)
- Arthur Japin(inne języki), pisarz (ur. 1956)
- Steve Olfers, piłkarz (ur. 1982)
- Hendrik Zwaardemaker, fizjolog (1857-1930)
- Harry Mulisch, pisarz (1927-2010)
- Piet Oudolf(inne języki), architekt krajobrazu (ur. 1944)
- Geert Hofstede, psycholog społeczny (ur. 1928)
- Guido van Rossum, programista (ur. 1956)

## Miasta partnerskie
- Osnabrück, Niemcy
- Angers, Francja
- Mutare, Zimbabwe